# Alejandro Ramírez (joueur d'échecs)
Pour les articles homonymes, voir Alejandro Ramírez et Ramírez.
Alejandro Ramírez Alvarez est un joueur d'échecs costaricain puis américain né le 21 juin 1988.
Au 1er mars 2023, il est le 25e joueur américain avec un classement Elo de 2 572 points.

## Biographie et carrière

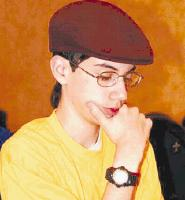
Alejandro Ramírez né le 21 juin 1988

Premier joueur d'Amérique centrale à recevoir le titre de Grand maître international (GMI) en 2004, (à quinze ans et demi), Alejandro Ramírez remporta les tournois de Guayaquil (tournoi zonal) en 2003 et San José en 2004. Il représenta le Costa Rica lors de trois olympiades (2002, 2004 et 2008).
Depuis 2011, Alejandro Ramirez est affilié à la fédération américaine. Il remporte le championnat open des États-Unis en 2010 et finit deuxième du championnat d'échecs des États-Unis en 2013, après un match de départage contre le champion Gata Kamsky.
En 2016, il fit partie de l'équipe de commentateurs des étapes du Grand Chess Tour.
Il est également l'entraîneur du club d'échecs de Saint-Louis où est organisé chaque année la Sinquefield Cup.

## Accusations d'agressions sexuelles et de comportements déplacés avec les femmes
Au début de l'année 2023, il est accusé publiquement par la joueuse d'échecs Jennifer Shahade de comportements déplacés envers les femmes et d'agression sexuelle. Elle a elle-même recueilli des témoignages d'autres jeunes femmes, parfois mineures, qui auraient subi le comportement de l'entraîneur. À la suite de ces accusations, transmises en interne dès l'automne 2022, deux enquêtes indépendantes sont ouvertes, l'une menée par la fédération américaine des échecs et l'autre par son club à Saint-Louis. En parallèle, Alejandro Ramírez annonce démissionner de son poste d'entraîneur,,.
Fin juin 2023, la fédération américaine des échecs annonce l'avoir banni définitivement de la fédération courant mars 2023.